# Адана (эялет)
Эялет Адана был эялетом Османской империи, основанным в 1608, когда он был отделен от эялета Алеппо. Его площадь в XIX веке была 29 550 км².

## История
Государство Рамазаногулларов сыграло ключевую роль в 15-веке в Османо-Мамлюкских отношениях, будучи буферным государством. В 1517 г. Селим I включил бейлик в Османскую империю после завоевания Мамлюкского государства.